# Піопіо південний
Піопіо південний (Turnagra capensis) — вимерлий вид горобцеподібних птахів родини вивільгових (Oriolidae).

## Поширення та вимирання
Північний піопіо був ендеміком Південного острова Нової Зеландії. Птах був досить поширеним на острові до 1863 року, звідки він відомий з численних зразків. Однак його чисельність стала дуже швидко зменшувався у 1880-х роках. Останнє спостереження птаха було у 1963 році. Ймовірно, його вимирання відбулося передусім через хижацтво інтродукованих пацюків, але руйнування середовища проживання, ймовірно, теж було вагомим чинником.

## Опис
Тіло завдовжки до 28 см. Голова і спина оливково-коричневі. Крила та хвіст рудуваті. Горло біле, груди сірі. Живіт коричневий з білими смугами. Боки тіла оливково-коричневі з жовтим нальотом. Темно-коричневий дзьоб і ноги, райдужка жовта.